# Berlin Kidz
Berlin Kidz je uskupení z berlínské čtvrti Kreuzberg, věnující se graffiti s politickým přesahem, jízdě vně dopravních prostředků a parkouru. Charakteristickým znakem se pro skupinu stal styl ovlivněný brazilským pixem a červená s modrou barvou jakožto symbol vyjadřující krev a svobodu. Mezi motivace jejich tvorby patří upozornit společnost na sociální problémy skrze politická hesla jako „Hartz IV požírá duši“ (Hartz IV essen Seele auf) nebo „Moderní otroctví“ (Moderne Sklaverei), dále se negativně vyjadřují k omamným látkám a mainstreamu. Berlin Kidz záměrně cílí na těžko přístupné a vysoké budovy s cílem, aby jejich výtvory byly co nejvíce viditelné a nepřehlédnutelné pro širokou veřejnost.

## Výstavy
Poté co německý fotograf Thomas von Wittich trávil čas po dobu čtyř let s partou v rámci jejich, vystavil své dokumentární snímky na výstavě Adrenalin v roce 2016. V roce 2017 spolupracovali Berlin Kidz s muzeem Urban Nation v rámci jejich projektu One Wall. Následující rok se uskupení zúčastnilo výstavy Bügelfeuer, pořádané na opuštěném nákladním nádraží ve městě Brémy, které se mimo jiné zúčastnilo i skupina 1UP.

## Videotvorba
Berlin Kidz produkovali řadu videí včetně dvou dokumentárních filmů 100% Pure Adrenaline a Fuck the System. V roce 2017, vyšel film nesoucí název Grifters Code 6: Über Freaks, zaměřujíc se na nelegální aktivity kolektivu.